# NGC 3921
NGC 3921 = Arp 224 ist eine verschmelzende linsenförmige Galaxie vom Hubble-Typ (R')SA(s)0/a im Sternbild Großer Bär am Nordsternhimmel, die schätzungsweise 267 Millionen Lichtjahre von der Milchstraße entfernt ist. 
Halton Arp gliederte seinen Katalog ungewöhnlicher Galaxien nach rein morphologischen Kriterien in Gruppen. Diese Galaxie gehört zu der Klasse Galaxien mit amorphen Spiralarmen. Die Galaxie besitzt zwei Begleitgalaxien (SDSS J115113.47+550659.3 & SDSS J115059.24+550413.6).
Das Objekt wurde am 14. April 1789 von William Herschel entdeckt und ist im New General Catalogue verzeichnet.